# 普卡阿爾帕山
9°45′51″S 77°31′46″W / 9.76417°S 77.52944°W

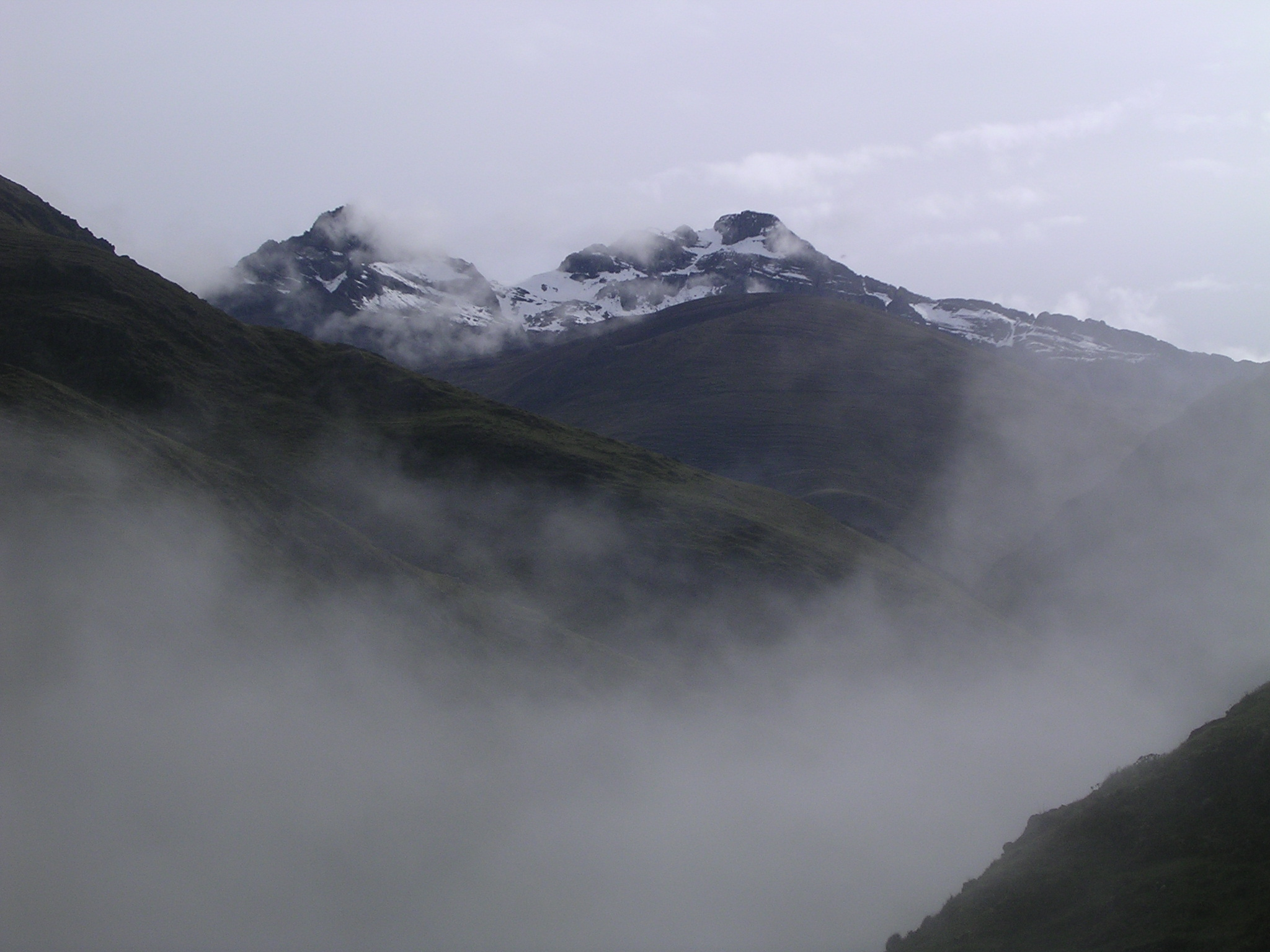

普卡阿爾帕山（Puca Allpa），是秘魯的山峰，位於該國北部安卡什大區，由艾哈省和雷奈伊省負責管轄，屬於內格拉山脈的一部分，海拔高度4,800米。